# Die Seeteufel
Die Seeteufel ist ein US-amerikanischer Abenteuerfilm aus dem Jahr 1924 von Frank Lloyd mit Milton Sills und Enid Bennett in den Hauptrollen. Der Stummfilm wurde von Associated First National Pictures in den Verleih gebracht und basiert auf dem Roman The Sea Hawk von Rafael Sabatini.

## Handlung
Auf Betreiben seines Halbbruders Lionel wird Sir Oliver Tressilian, ein reicher Baronet, entführt und für den Tod von Peter Godolphin, dem Bruder von Olivers Verlobter Lady Rosamund, verantwortlich gemacht. Peter wurde in Wahrheit von Lionel ermordet. Auf See wird Oliver von Spaniern gefangen genommen und zum Galeerensklaven gemacht. Er kann jedoch den Spaniern entkommen und schließt sich den Mauren an. Er nimmt den Namen Sakr el Bahr an und kämpft an der Seite der Mauren gegen die Christen.
Als Oliver von der Heirat seiner Rosamund mit seinem Halbbruder erfährt, entführt er beide. Damit sie nicht dem Pascha von Algier, Asad ed Din, in die Hände fallen, ergibt er sich einem britischen Schiff unter dem Kommando von Captain Leigh. Um sein Leben zu retten, sagt Rosamund zu Olivers Gunsten aus. Lionel opfert sein Leben, Oliver und Rosamund können am Ende heiraten.

## Hintergrund
Im April 1923 wurde berichtet, dass Associated First National Pictures die Filmrechte an Rafael Sabatinis populärem Piratenroman „The Sea Hawk“ aus dem Jahr 1915 erworben hatte. Das Projekt galt als monumentales Unterfangen. Regisseur Frank Lloyd gab den Bau von vier Schiffen aus dem 16. Jahrhundert in Originalgröße speziell für den Film in Auftrag: „The Moorish Galleass“, „The Spanish Galleon“ und zwei englische Fregatten namens „The Silver“ Heron und „The Swallow“. Das Design der Schiffe wurde von Buster Keatons regulärem technischen Direktor Fred Gabourie und Produktionsleiter Harry Weil überwacht, wobei die Recherchen von William J. Reiter verwendet wurden.
Anfang 1924 wurde mehrere Wochen lang auf Santa Catalina Island gedreht, wo über 600 Darsteller, Techniker und Seeleute untergebracht und verpflegt wurden. Die vier Schiffe segelten von der Werft in San Pedro nach Santa Catalina Island, während täglich Vorräte per Lastkahn aus Los Angeles herangeschafft wurden. Nach Abschluss der Dreharbeiten kehrte die Produktion für Innenaufnahmen nach Los Angeles zurück.
Es wurde berichtet, dass Kameramann Norbert Brodine die Kameraleute Gilbert Warrenton, Faxon Dean und H. Lyman Broening hinzuzog, um ihm bei den Dreharbeiten „auf hoher See vor Los Angeles“ zu helfen. Zudem wurde berichtet, dass Dewey Wrigley und Edward Henderson Brodine ebenfalls assistierten. Während mehrerer Kampfszenen filmten die Kameraleute von der Spitze eines 10 Meter hohen Mastes und von der Seite einer hohen Klippe aus.
In einer Pressemeldung wurde berichtet, dass der Schauspieler Lloyd Hughes sich weigerte, für eine Szene, in der seine Figur „Lionel Tressilian“ über Bord ins Meer geworfen wird, ein Stunt-Double einzusetzen. Während er aus dem Bild schwamm, schluckte Hughes große Mengen öliges Wasser, wodurch er sich eine Lungenentzündung zuzog. Die Schauspielerin Enid Bennett beschrieb im Juli 1924 in ihrer Kolumne „Brief vom Drehort“ ihre Zeit mit der Produktion auf Catalina Island.
Laut dem Magazin Variety lag das Budget bei 800.000 Dollar (2024: ca. 14,6 Millionen Dollar).
Stephen Goosson oblag die künstlerische Leitung. William J. Reiter arbeitete als Rechercheur.
1940 produzierte Warner Bros. eine Neuverfilmung unter dem Titel Der Herr der sieben Meere. Regie führte Michael Curtiz, die Hauptrolle spielte Errol Flynn.

## Veröffentlichung
Die Premiere des Films fand am 23. April 1924 in New Orleans statt. 1925 kam er im Deutschen Reich und in Österreich in die Kinos.

## Kritiken
Der Filmkritiken-Aggregator Rotten Tomatoes hat in einer Auswertung ein Publikumsergebnis von 69 Prozent positiver Bewertungen ermittelt.
Der Kritiker der The New York Times sah eine ambitionierte Produktion. Es gebe so viel hervorragendes Material in diesem Film, dass man gierig werde und mehr wolle. Der Film sei lang, vielleicht zu lang, und sollte in der Einleitung und in bestimmten anderen Szenen gekürzt werden. Aber es gebe mehrere Abschnitte, die einen unauslöschlichen Eindruck auf den Zuschauer machen.
Die Variety lobte, dieser Film habe einen unendlichen Unterhaltungswert. Er sei genauso spannend und fesselnd wie die Lektüre des Buches von Rafael Sabatini. Die ganze Wucht der Schriften dieses Autors wurde auf die Leinwand gebracht. Es gebe jede Menge Action. Sie beginne mit der ersten Filmrolle und halte bis zur letzten Minute an.

## Auszeichnungen
1924 wurde der Film mit dem Photoplay Award als bester Film des Monats August ausgezeichnet. Milton Sills erhielt den Preis als bester Darsteller des Monats August.